# Hanns Sachs
Hanns Sachs (Vienna, 10 gennaio 1881 – Boston, 10 gennaio 1947) è stato uno psicoanalista tedesco.
Fu uno dei pionieri della psicoanalisi e amico personale di Sigmund Freud.

## Biografia
Laureato in giurisprudenza nel 1904 all'Università di Vienna e avvocato come suo padre, scoprì le teorie di Sigmund Freud leggendo nel 1900 L'interpretazione dei sogni. Nel 1918 iniziò a fare lo psicoanalista a Vienna, per poi trasferirsi a Zurigo, Berlino e, dal 1932, negli Stati Uniti. Seguì dal 1909 le riunioni freudiane del mercoledì e partecipò alla Società psicoanalitica di Vienna e poi all'International Psychoanalytical Association. Fondò con Otto Rank la rivista Imago. Nel 1925, con Karl Abraham fu consulente scientifico per il film di Georg Wilhelm Pabst I misteri di un'anima. Emigrò per sfuggire alle leggi razziali naziste. A Boston fondò la rivista American Imago (1939), praticò la psicoanalisi e fu docente alla Harvard Medical School. Contribuì alla formazione di Michael Balint, Rudolph Loewenstein, Iseult Duff, Erich Fromm e Nina Searl. I suoi studi vertono sulla psicoanalisi in rapporto alla mitologia, al sogni, alla religione e all'arte. Nel 1944 scrisse anche una biografia su Freud.

## Opere
- Die Bedeutung der Psychoanalyse für die Geisteswissenschaften (con Otto Rank), 1913; trad. a cura di Francesco Marchioro, Psicanalisi e sue applicazioni, Milano: SugarCo, 1988.
- Ars amandi psychoanalytica, oder: Psychoanalytische Liebesregeln, 1920; trad. di Lorenza Cancian, Ars amandi psychoanalytica, Milano: ES, 1994. ISBN 88-85357-81-4; ivi: SE, 1998 ISBN 88-7710-391-4
- Gemeinsame Tagträume, 1924.
- Bubi Caligula: Lebensgeschichte des Caligula, 1930.
- Zur Menschenkenntnis: Ein psychoanalytischer Wegweiser für den Umgang mit sich selbst und anderen, 1936.
- The Creative Unconscious: Studies in the Psychoanalysis of Art, 1942.
- Freud: Master and Friend, 1945; trad. Freud. Maestro e amico, Roma: Astrolabio, 1973
- Übersetzung: Freud: Meister und Freund, 1950.
- Masks of Love and Life: The Philosophical Basis of Psychoanalysis, 1948.
- Psychoanalyse und Dichtung, in Bernd Urban (a cura di), Psychoanalyse und Literaturwissenschaft, 1973.
- Übersetzung: Wie Wesen von einem fremden Stern: Der philosophische Hintergrund der Psychoanalyse, 2005.